# Norsk Polarinstitutt
Le Norsk Polarinstitutt (en français Institut polaire norvégien) est un organisme de recherche, sous la direction du ministère chargé de la recherche, qui gère la surveillance environnementale et la cartographie des régions polaires. Il planifie les recherches et mène des expéditions dans l'Arctique et l'Antarctique. L'institut assiste la Direction norvégienne pour la gestion de la nature, l'Autorité norvégienne de contrôle de la pollution (en), du Directoire norvégien du patrimoine culturel et le Sysselmester. L'institut est l'agence gouvernementale chargé du suivi et de la mise en œuvre de la législation environnementale norvégienne en Antarctique.
L'Institut compte environ 150 employés, dont un tiers sont des scientifiques.

## Histoire
L’institut a pour origine deux organismes. Au départ, De norske statsunderstøttede Spitsbergenekspedisjoner (DNSS) avait été créé en 1906 et était la première organisation étatique de recherche sur le pôle Nord.
En 1928, Adolf Hoel fonde l'organisme Norges Svalbard- og Ishavsundersøkelser (NSIU), qui prend le relais du DNSS mais qui travaille de plus à cartographier terres et mers ainsi que mener des recherches sur le terrain (en particulier géologiques). Adolf Hoel a dirigé le  NSIU de 1928 à 1945, tandis que Anders K. Orvin a dirigé l'organisation durant les trois dernières années de celles-ci (1945-1948).
En 1948, le domaine de compétence géographique est élargie pour inclure les dépendances norvégiennes et revendications territoriales dans l'Antarctique, et le nom a été changé pour devenir l'Institut polaire norvégien. Après avoir été précédemment situé à Oslo, l'institut a déménagé en 1998 dans le Centre de l'environnement polaire (maintenant Framsenteret) à Tromsø. Le premier directeur de l'Institut était Harald Ulrik Sverdrup. 
Depuis 1982, l'Institut publié la revue scientifique Polar Research.

## Stations de recherche
Le Norsk Polarinstitutt a plusieurs stations de recherches. Celles-ci sont permanentes. De plus, elles servent également de base pour les expéditions scientifiques. L'institut dispose de stations en Antarctique(Troll et Tor), à Longyearbyen et Ny-Ålesund (Sverdrupstasjonen) au Svalbard. L'institut dispose d'un navire de recherche : «Lance», d'un observatoire de recherche près de Ny-Ålesund : Zeppelinobservatoriet (no) 